# Plaza de toros de Apizaco
La Monumental Plaza de Toros Apizaco también llamada Monumental Plaza Rodolfo Rodríguez El Pana es una plaza de toros situada en Apizaco en el Estado de Tlaxcala en México.

## Historia
Inaugurada el 27 de diciembre de 1986 con toros de Piedras Negras, Tequisquiapan, Javier Garfias, Coaxamalucan, San Mateo, Reyes Huerta, Santa Rosa de Lima y Manuel de Haro, para los toreros Mariano Ramos, Miguel Espinosa "Armillita", Manolo Mejía y el apizaquense Alberto Ortega. La plaza fue propiciada por el alcalde Baltazar Maldonado y en la actualidad se trata de la segunda plaza de toros de la localidad, por delante de la plaza de toros Wiliulfo González cuyas 2000 localidades eran insuficientes para acoger a la afición taurina. 
En 2010 cambió su nombre a Monumental Rodolfo Rodríguez el Pana en honor al veterano Rodolfo Rodríguez tras una encuesta popular entre la población en la que El Pana superó a los otros dos toreros nominados, que eran Uriel Moreno “El Zapata y Rafael Ortega ambos nacidos en Apizaco.
Se celebran corridas de toros con ocasión de la  feria de Apizaco o aniversario de fundación en marzo, el 25 de diciembre conocida como la corrida de Navidad y, con ocasión del 1 de enero, “la corrida de año nuevo”. Anteriormente se realizaba una corrida en honor a la Virgen de la Misericordia, patrona de Apizaco. También la peña taurina de la ciudad organiza novilladas.
Se han presentado matadores y rejoneadores del extranjero, al igual que la gran mayoría de toreros nacionales, sin olvidar a los toreros apizaquenses como: Rodolfo Rodríguez “El Pana”, Uriel Moreno “El Zapata”, Rafael Ortega, Alberto Ortega, Guillermo Veloz "El Paousao", José Luis Angelino y su hermano menor Angelino de Arriaga, Sergio Flores y Manolo García Méndez.
Han lidiado toros en Apizaco los siguientes toreros mexicanos: Eloy Cavazos,  Miguel Espinosa "Armillita", Arturo Macías “El Cejas”, Octavio García "El Payo", Israel Téllez,  Juan Pablo Sánchez, Diego Silveti, Guillermo Capetillo, Manolo Arruza, José María Luévano, Manolo Mejía, Eulalio López “El Zotoluco”, José Mauricio, Curro Rivera Agüero, Joselito Adame, Fermín Spinola, Alejandro Martínez Vertiz, Mariano Ramos, Rafael Gil “Rafaelillo”, Jéronimo, Jorge de Jesús “El Glison”, Federico Pizarro y Fabian Farba, así como los rejoneadores Jorge Hernández Gárate, Rodrigo y Gastón Santos. 
También son frecuentes los toreros extranjeros como Pablo Hermoso de Mendoza (múltiples presentaciones 2000, 2003, 2006, 2009, 2010, 2011, 2012 y 2013), Julián López El Juli (el 2 de mayo de 2006, Sebastián Castella (30 de abril de 2011), César Rincón (última presentación 18 de enero de 2008), Andy Cartagena (febrero de 2001), Pedro Gutiérrez “El Capea” (1 de enero de 2009 y 2011), Reyes Ramón (25 de diciembre de 2007), Mario Coelho (25 de diciembre de 2004) o Leonardo Benítez (28 de marzo de 2004).
En cuanto a las ganaderías bravas se han presentado ejemplares de: Piedras Negras, San Mateo, Javier Garfias, Teófilo Gómez, Rancho Seco, Montecristo, El Vergel, Jesús Cabrera, Tequisquiapan, Coaxamalucan, Reyes Huerta, Santa Rosa de Lima, Carranco, Manuel de Haro, Gómez Valle, Vicencio, Tenexac, García Méndez, Zacatepec, Jorge Hernández Andrés, Atlanga, La Joya, Coyotepec, La Playa, Pilar Labastida, Darío González, Santa Fe del Campo y La Soledad.
Entre los eventos musicales que han tenido lugar en la plaza de Apizaco señalar la presencia de Antonio Aguilar, Juan Gabriel, Alejandra Guzmán, Kudai, Pandora (banda), Reik Plastilina Mosh, Sussie 4, Jesse & Joy, Ha*Ash, Los Tigres del Norte, JotDog, José María Napoleón, María José (cantante) o Natalia Lafourcade, entre otros.
El domingo 14 de junio de 2009 Rodolfo Rodríguez "El Pana" cortó un rabo por su propia cuenta en una corrida junto a Rafael Ortega, Uriel Moreno “El Zapata" y José Luis Angelino. El juez de plaza determinó multar a la empresa con 10 mil pesos y vetó al polémico torero y al puntillero.[cita requerida]

## Descripción
Está ubicada en el interior del Centro Expositor Emilio Sánchez Piedras. Se trata de una plaza de toros catalogada de tercera categoría.
La plaza de toros es obra del arquitecto Mario del Olmo y consta de 7.000 localidades. Además de para corridas de toros es empleada para otros eventos culturales o deportivos. Es de titularidad municipal y fue remodelada en 2016.  Es el coso taurino más grande del Estado de Tlaxcala, debido a que Apizaco es una ciudad netamente taurina. También alberga una de las dos escuelas taurinas, como la Escuela Municipal de Toreo de Apizaco que es dirigida por el maestro Jesus Villanueva Zamora. En las inmediaciones de la plaza se encuentra la escultura al toro bravo obra de Diodoro Rodríguez.
El alcalde de Apizaco, Alejandro Ortiz Zamora informó que se pondría en venta La Plaza Monumental de Apizaco por la situación económica que enfrentaba el H. Ayuntamiento. Donde se reunió con los integrantes del cabildo para tomar una decisión y también con la ciudadanía para el conocimiento.[cita requerida]